# Pic de la Penya
El Pic de la Penya és una muntanya de 1.060,1 m alt del límit dels termes comunals de Castell de Vernet, de Saorra i de Vernet, tots tres de la comarca del Conflent, a la Catalunya del Nord.
És a la zona central-occidental del terme de Vernet, a prop i al sud-oest del poble d'aquest nom, a l'extrem sud-est del terme de Saorra i al nord-est del de Castell de Vernet. És al nord-est del Puig de la Falguerosa.